# MTV Europe Music Award al miglior artista rumeno
L'MTV Europe Music Award al miglior artista rumeno (MTV Europe Music Award for Best Romanian Act) è uno dei premi degli MTV Europe Music Awards, che viene assegnato dal 2002.

## Albo d'oro

### Anni 2000
| Anno | Vincitore                 | Nominati                                                                          |
| ---- | ------------------------- | --------------------------------------------------------------------------------- |
| 2002 | Animal X                  | - BUG Mafia - Class - Partizan - Zdob si Zdub                                     |
| 2003 | AB4                       | - Andra vs. Tiger One - O-Zone - Paraziții - Voltaj                               |
| 2004 | Ombladon (featuring Raku) | - Activ - Cargo - Firma - O-Zone                                                  |
| 2005 | Voltaj                    | - Akcent - DJ Project - Morandi - Paraziții                                       |
| 2006 | DJ Project                | - Blondy - Morandi - Paraziții - Simplu                                           |
| 2007 | Andrea Banica             | - Alex - Activ - DJ Project - Simplu                                              |
| 2008 | Morandi                   | - Andra - Crazy Loop - Smiley - Tom Boxer con Anca Parghel e Fly Project          |
| 2009 | Inna                      | - David Deejay (ft. Dony) - Puya (ft. George Hora) - Smiley - Tom Boxer (ft. Jay) |

### Anni 2010
| Anno | Vincitore      | Nominati                                                            |
| ---- | -------------- | ------------------------------------------------------------------- |
| 2010 | Inna           | - Connect-R - Dan Bălan - Deepcentral - Edward Maya e Vika Jigulina |
| 2011 | Alexandra Stan | - Fly Project - Guess Who - Puya - Smiley                           |
| 2012 | Vunk           | - CRBL - Grassu XXL - Guess Who - Maximilian                        |
| 2013 | Smiley         | - Antonia - Corina - Loredana Groza - What's Up e Andra             |
| 2014 | Andra          | - Smiley - Elena Gheorghe - Maxim - Antonia                         |
| 2015 | Inna           | - Dan Bittman - Feli - Morandi - Smiley                             |
| 2016 | Andra          | - Feli - Manuel Riva - Smiley - Vanotek                             |